# Limnephilus baja
Limnephilus baja là một loài Trichoptera trong họ Limnephilidae. Chúng phân bố ở miền Tân bắc.